# Drypetes
Drypetes es un género de plantas de la familia Putranjivaceae. Anteriormente estaba incluido en la familia Euphorbiaceae, tribu Drypeteae y el único género zoocora pantropical de la familia. El género comprende alrededor de 200 especies.
Junto con Putranjiva, también en la familia Putranjivaceae, contiene las únicas plantas fuera de la Brassicales que se sabe contienen glucosinolatos.

## Especies deDrypetes
- Drypetes alba Poit. - hueso de Cuba[3]
- Drypetes australasica
- Drypetes darcyana
- Drypetes deplanchei
- Drypetes glauca Vahl - maco de Cuba[3]
- Drypetes lasiogyna
- Drypetes littoralis
- Drypetes paxii
- Drypetes variabilis
- etc.

## Sinonimia
| - Anaua Miq. - Astylis Wight - Brexiopsis H.Perrier - Calyptosepalum S.Moore - Cyclostemon Blume - Discophis Raf. - Dodecastemon Hassk. | - Freireodendron Müll.Arg. - Guya Frapp. - Hemicyclia Wight & Arn. - Humblotia Baill. - Laneasagum Bedd. - Liparena Poit. ex Leman - Liparene Baill. | - Palenga Thwaites - Paracasearia Boerl. - Periplexis Wall. - Pycnosandra Blume - Riseleya Hemsl. - Sphragidia Thwaites - Stelechanteria Thouars ex Baill. |

- Cometia Thouars ex Baill.[4]

## Galería deDrypetes roxburghii

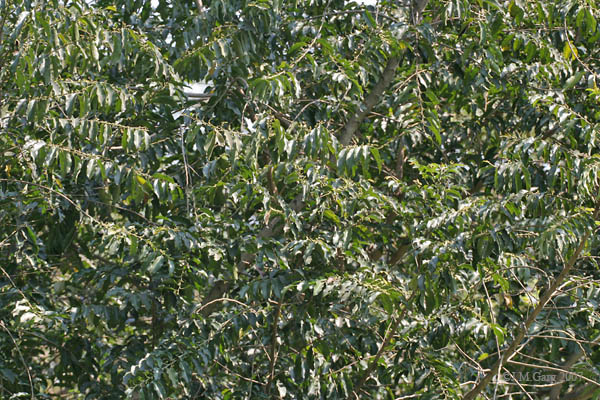
Follaje con flores masculinas en Calcuta, Bengala Occidental, India.
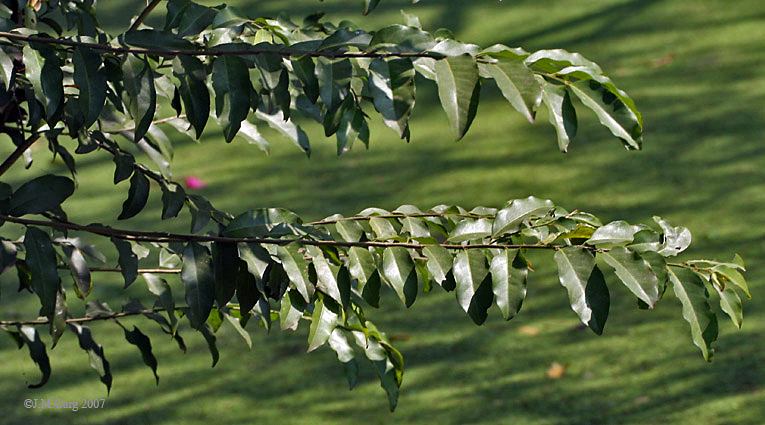
Hojas en Calcuta, Bengala Occidental, India.
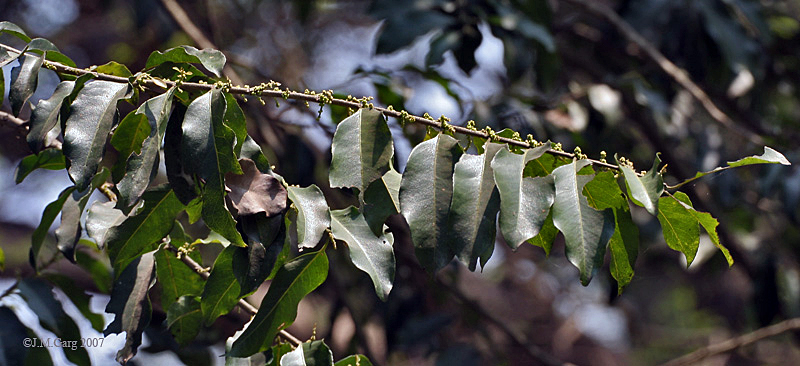
Hojas con flores masculinas en Calcuta, Bengala Occidental, India.
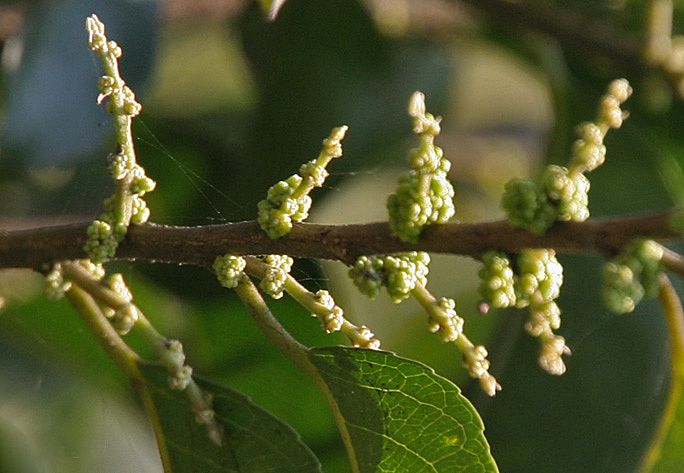
Flores masculinas Calcuta, Bengala Occidental, India.
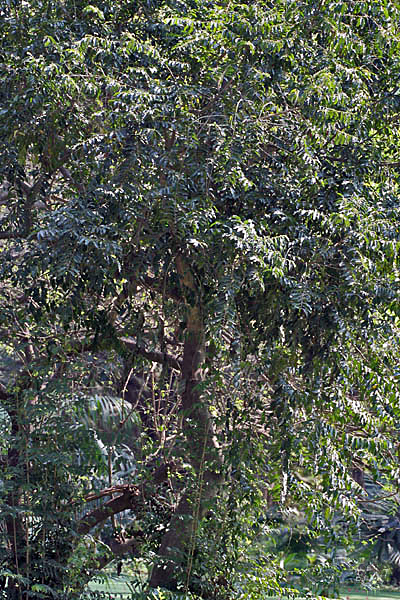
Árbol en Calcuta, Bengala Occidental, India.
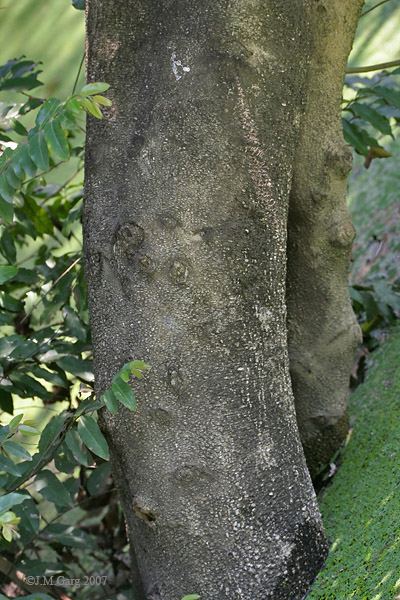
Tronco en Calcuta, Bengala Occidental, India.